# Benjamin Britten
Edward Benjamin Britten, barone Britten (Lowestoft, 22 novembre 1913 – Aldeburgh, 4 dicembre 1976), è stato un compositore, direttore d'orchestra e pianista britannico.

## Biografia
Nato a Lowestoft, nella contea di Suffolk, era figlio di un dentista, musicista amatoriale ma dotato di un certo talento. Studiò alla Gresham's School e iniziò a comporre già da bambino; nel 1927 iniziò delle lezioni private con Frank Bridge. Studiò anche, con minor entusiasmo, al Royal College of Music con John Ireland e altri, con i quali ebbe modo di approfondire la conoscenza del contrappunto di autori quali Bach e Palestrina. La prima composizione che attirò l'attenzione generale fu la variazione corale A Boy was Born, scritta nel 1934 per i BBC Singers. L'anno successivo incontrò W. H. Auden col quale collaborò al ciclo di canzoni Our Hunting Fathers e anche in altri lavori, radicali sia politicamente sia musicalmente. Ancor più importante fu l'incontro nel 1936 con il tenore Peter Pears, che divenne un fedele collaboratore e compagno di vita (Britten era infatti omosessuale). All'inizio del 1939 i due seguirono Auden in America, dove Britten compose la sua prima opera su libretto di Auden e la prima delle sue numerose canzoni per Pears. Nello stesso periodo scrive un certo numero di opere per orchestra, tra cui numerosi concerti per pianoforte e violino e la Sinfonia da Requiem.
Nella Symphony Hall dell'American Academy of Music di Filadelfia Eugene Ormandy dirige nel 1942 la prima esecuzione di "Diversions on a Theme" (op. 21 per pianoforte con la mano sinistra) di Britten. Britten e Pears fecero ritorno in Inghilterra nel 1942 e durante la lunga traversata Britten completò l'opera corale Inno a Santa Cecilia, ultima collaborazione con Auden, e A Ceremony of Carols. Aveva già cominciato a lavorare alla sua opera Peter Grimes, e la première al Sadler's Wells nel 1945 fu un grande successo. Nel settembre 1946 diresse The Rape of Lucretia al Glyndebourne Festival Opera con Pears e Kathleen Ferrier. Britten stava però incontrando una certa opposizione in settori del mondo musicale inglese e gradualmente si ritirò dalla scena londinese fondando l'English Opera Group nel 1947 e il Festival di Aldeburgh l'anno successivo, non solo per rappresentare i suoi stessi lavori.
Il 20 giugno 1947 diresse la prima esecuzione di "Albert Herring" con l'English Opera Group al Glyndebourne Festival Opera. Nel 1949 diresse la prima esecuzione nel Berkshire Music Center di Tanglewood a Lenox (Massachusetts) di "Spring Symphony" op. 44 in 4 parti per soprano, contralto, tenore, coro, coro di voci bianche e orchestra, diretta da Serge Koussevitzky. Nel 1951 diresse l'Orchestra del Covent Garden nella prima esecuzione di Billy Budd con Pears alla Royal Opera House di Londra. Un altro fascino subì dalla musica asiatica, in un viaggio con Pears nel 1957. Britten fu molto colpito dalla musica di Bali e del Giappone. I frutti di questa influenza comprendono il balletto The Prince of the Pagodas (1º gennaio 1957), ideato e coreografato da John Cranko ed eseguito dal Royal Ballet alla Royal Opera House con la direzione dello stesso Britten, e la serie di "Parables for Church Performance": Curlew River (1964), The Burning Fiery Furnace (1966) e The Prodigal Son (1968).
Ad Aldeburgh nel 1950 si ebbe la prima esecuzione nella Jubilee Hall di "Lachymae, Reflections on a Song of John Dowland" di sua composizione con William Primrose e con lui al pianoforte e nel 1958 tenne la prima esecuzione nella Great Glemham House di "Songs from the Chinese" di sua composizione, con Pears e Julian Bream al liuto. Nel 1952 diresse il concerto con Pears a Salisburgo. Nel 1954 diresse Il giro di vite in prima esecuzione al Teatro La Fenice di Venezia. Il maggiore successo di Britten fu però il War Requiem, scritto per la riapertura della Cattedrale di Coventry nel 1962, con Dietrich Fischer-Dieskau, Peter Pears e Galina Višnevskaja solisti, e Britten alla guida della London Symphony Orchestra. Di quest'opera esiste un'incisione della Decca Records registrata nel gennaio del 1963, in cui sono immortalate le prove e alcuni colloqui di Britten con il coro e l'orchestra.
Britten compose e arrangiò una sua versione dell'inno ufficiale britannico God Save The King nel 1962 per orchestra e coro che ha ottenuto un grande successo di pubblico e che è ancora oggi suonato ai BBC Proms alla fine di ogni concerto.
Nel 1963 diresse l'English Opera Group in "The Beggar's Opera" di Johann Christoph Pepusch al King's Theatre di Edimburgo con Janet Baker, Pears e Heather Harper. Negli ultimi dieci anni Britten soffrì di disturbi sempre più gravi, e i suoi lavori divennero sempre più rarefatti ed evanescenti. Le sue ultime composizioni comprendono l'opera Death in Venice (1973), la Suite on English Folk Tunes, A Time There Was (1975) e la cantata drammatica Phaedra (1976), scritta per Janet Baker. Il 2 luglio 1976 al compositore britannico fu conferito il titolo di Barone con la qualifica di Lord Benjamin Britten di Aldeburgh nella contea del Suffolk, ma morì in quella stessa cittadina cinque mesi più tardi per un attacco cardiaco.

## Considerazioni critiche
Una delle opere più note di Britten è The Young Person's Guide to the Orchestra (1946), composta per accompagnare Instruments of the Orchestra, un film educativo prodotto dal governo britannico. L'opera ha come sottotitolo Variations and Fugue on a Theme of Purcell e usa come tema centrale una melodia tratta dall'Abdelazar di Henry Purcell. Britten crea variazioni individuali per ognuno degli strumenti dell'orchestra, partendo dai legni, passando quindi agli archi, agli ottoni e infine alle percussioni. Britten riunisce quindi l'intera orchestra per una fuga, prima di riprendere il tema e concludere l'opera. Nel film originale era presente un commento parlato, che fu spesso eliminato nelle esibizioni concertistiche e nelle registrazioni. Britten fu anche affermato pianista e talvolta si esibì al piano nella musica da camera o accompagnando dei lieder. Comunque, con l'eccezione del Concerto per pianoforte (1938) e delle Diversions per pianoforte e orchestra, composte per Paul Wittgenstein nel 1940, scrisse poca musica per piano e in un'intervista del 1963 per la BBC confessò che lo considerava "uno strumento secondario".
Britten è considerato uno dei più grandi musicisti inglesi di sempre. Negli anni trenta compì uno sforzo cosciente per distaccarsi dalla corrente principale della scena musicale inglese, che considerava compiacente, isolana e dilettantesca. Molti critici dell'epoca diffidavano della sua abilità, del cosmopolitismo e dell'ammirazione per compositori come Mahler, Berg e Stravinskij, non considerandoli modelli appropriati per un giovane musicista inglese, giudicando influenze più adatte nomi come Mozart, Verdi, Bach, Beethoven e Rossini. Per molti musicisti la sua tecnica impeccabile, la grande simpatia musicale e umana, e l'abilità nel trattare le forme musicali più tradizionali con freschezza e originalità, lo pongono a fianco dei principali compositori della sua generazione. Alcune opere di Britten, prevalentemente composizioni per voci bianche, sono presenti nel repertorio della colonna sonora del film Moonrise Kingdom - Una fuga d'amore.

## Principali opere
- Friday Afternoons, (1935)
- Our Hunting Fathers, Op. 8, musica per il film documentario Night Mail, con commento di W. H. Auden (1936)
- Variazioni su un tema di Frank Bridge (1937)
- A Ceremony of Carols (1942)
- Serenata per tenore, corno e archi (1943)
- Peter Grimes, un'opera basata sul poema The Borough di George Crabbe (1945)
- The Young Person's Guide to the Orchestra (1946)
- The Rape of Lucretia (1946)
- Albert Herring, ispirata al racconto "Le Rosier de Mme. Husson" di Guy de Maupassant (1947)
- L'opera del mendicante (The Beggar's Opera) (arr. 1948)
- St. Nicolas (1948)
- Il piccolo spazzacamino (Festival di Aldeburgh) 1949
- Billy Budd, ispirata al racconto di Herman Melville (1951)
- Sei metamorfosi da Ovidio (1951)
- Gloriana, per l'incoronazione della Regina Elisabetta II del Regno Unito (1953)
- Il giro di vite (The Turn of the Screw), un'opera basata sulla storia di Henry James (1954)
- L'arca di Noè (Noye's Fludde), Charles Mackerras dirige la première nell'Orford Parish Church di Aldeburgh (1958)
- Fanfare for St Edmundsbury, breve brano antifonale e politonale per tre trombe (1959)
- A Midsummer Night's Dream (Sogno di una notte di mezza estate), ispirata all'opera di Shakespeare (1960)
- War Requiem per soprano, tenore e baritono solista, orchestra da camera, coro di voci bianche (boys' chorus), coro misto e orchestra (1961)
- God Save The Queen, arrangiamento per orchestra e coro dell'inno nazionale britannico (arr. 1962)
- Nocturnal After John Dowland, variazioni per chitarra sola su una canzone per liuto e voce di John Dowland (1963)
- Curlew River (1964)
- The Burning Fiery Furnace (1966)
- The Prodigal Son (1968)
- Death in Venice, basata sul racconto di Thomas Mann (1973)
- Simple Symphony

## Discografia parziale
- Bach, Passione Giovanni - Britten/Pears/Howell/Harper, Decca
- Britten, Albert Herring - Britten/Pears/Fischer/Noble, 1964 Decca
- Britten, Guida orch./Simple symphony/Var. Frank Bridge/Sea Interludes - Britten/LSO/ECO, 1958/1968 Decca
- Britten, Peter Grimes - Britten/Watson/Pears/Kelly, 1958 Decca
- Britten, The masterpieces - Il meglio di Britten, 1958/1968 Decca
- Britten, War requiem - Britten/Pears/Fischer-Dieskau, 1963 Decca - Grammy Award al miglior album di musica classica e Grammy Award for Best Choral Performance 1964 e Grammy Hall of Fame Award 1998
- Schubert Debussy Schumann, Son. arpeggione/Son. vlc. e pf - Rostropovich/Britten, 1961/1968 Decca
- Elgar, Il sogno di Geronte, London Symphony Orchestra, 1971, Decca
- Britten, Opere complete + DVD The burning fiery furnace (1967) - Edizione limitata e numerata, 2013 Decca

## DVD & BLU-RAY parziale
- Britten, Peter Grimes - Britten/Pears/Harper/Drake, regia Joan Cross, 1969 Decca